# The Photo Album
The Photo Album är Death Cab for Cuties tredje musikalbum, släppt 2001 på Barsuk Records. 

## Låtlista
1. "Steadier Footing"
2. "A Movie Script Ending"
3. "We Laugh Indoors"
4. "Information Travels Faster"
5. "Why You'd Want to Live Here"
6. "Blacking Out the Friction"
7. "I Was a Kaleidoscope"
8. "Styrofoam Plates"
9. "Coney Island"
10. "Debate Exposes Doubt"

## Extraspår
1. "Gridlock Caravans" – bonusspår på den japanska utgåvan
2. "Coney Island (Alternate)" – dolt spår på "I Was a Kaleidoscope"-singeln
3. "Steadier Footing (Acoustic)"
4. "Blacking Out the Friction (Demo)" – återfinns på "The New Year"-singeln (2004)

## Personer
- Benjamin Gibbard, sång, gitarr och piano
- Nicholas Harmer, bas och sång
- Michael Schorr, trummor
- Christopher Walla, gitarr och sång